# NGC 1334
NGC 1334 je galaksija u zviježđu Perzej.

## Vanjske poveznice
- SEDS: NGC 1334